# Paz Díaz de Espada Buesa
Paz Díaz de Espada Buesa (Vitoria, 14 de diciembre de 1931-Vitoria, 2 de agosto de 2021)fue una pintora y acuarelista española.

## Biografía
Nació en Vitoria en 1931. Hija de Trinidad Buesa Buesa y de José María Díaz de Espada Partearroyo, un topógrafo republicano.En su juventud, vivió en Madrid, donde cursó estudios de Enfermería, por un lado, y de Pintura en la Escuela de San Antonio de la Florida en Madrid por otro,en el estudio-taller del pintor Julio QuesadaPosteriormente prosiguió estudios en la Escuela de artes y Oficios de su ciudad natal, asistiendo a las clases de Modelo Vivo.

### Trayectoria artística
Formó parte de la Agrupación Vasca de Acuarelistas, desarrolló una notable carrera como artista plástica. Inició la actividad expositora, propiamente dicha, en 1982, en la Sala Luis de Ajuria de Vitoria-Gasteiz. Desde entonces protagonizó exposiciones individuales.Asimismo, participó en los grupos Haitzea y Línea 98,con los que mostró sus trabajos como acuarelista y grabadora. Es considerada una de las acuarelistas más importantes a nivel estatal, con importantes premios y reconocimientos.Ha realizado 42 exposiciones.

## Premios y reconocimientos
- 1981 Caja de Ahorros de Vitoria.[7]
- 1982 Ayuntamiento de Amurrio.[7]
- 1984 Diputación de Alava. Pintura femenina.[7]
- 1989 Segunda Medalla de Acuarelas Bellas Artes. Madrid.[7]
- 1989 Premio Caja Madrid (Salón de Otoño).[7]
- 1993 Copa Consejo General. Beziers (Francia).[7]
- 1993 Mención honorífica en la Nacional Acuarela de Caja Madrid.[5]
- 1994 Premio de Honor en Port de Bouc (Francia).[7]
- 1995 Primer Premio en el LXII Salón de Otoño de Madrid.[8]
- 1995 Primera Medalla de Acuarela en el Salón de Otoño de Madrid.[5]
- 1996 Premio Carnaval Ayuntamiento de Madrid.[7]
- 2000 Mención de Honor "Homenaje a Tiziano".[7]
- 2009 Primer Premio San Millán.[7]
- 2021 Homenaje en la Casa de Cultura Ignacio Aldecoa de Vitoria-Gasteiz.[9]
- 2022 Muestra homenaje a título póstumo de la Agrupación Vasca de Acuarelistas en el Centro de Exposiciones Fundación Vital de Vitoria-Gasteiz.[3]